# Flagge der Republik Kongo
Die Flagge der Republik Kongo wurde ursprünglich am 18. August 1959 eingeführt und, nach einer Phase mit einer sozialistisch geprägten Flagge, am 10. Juni 1991 wiederhergestellt.

## Bedeutung

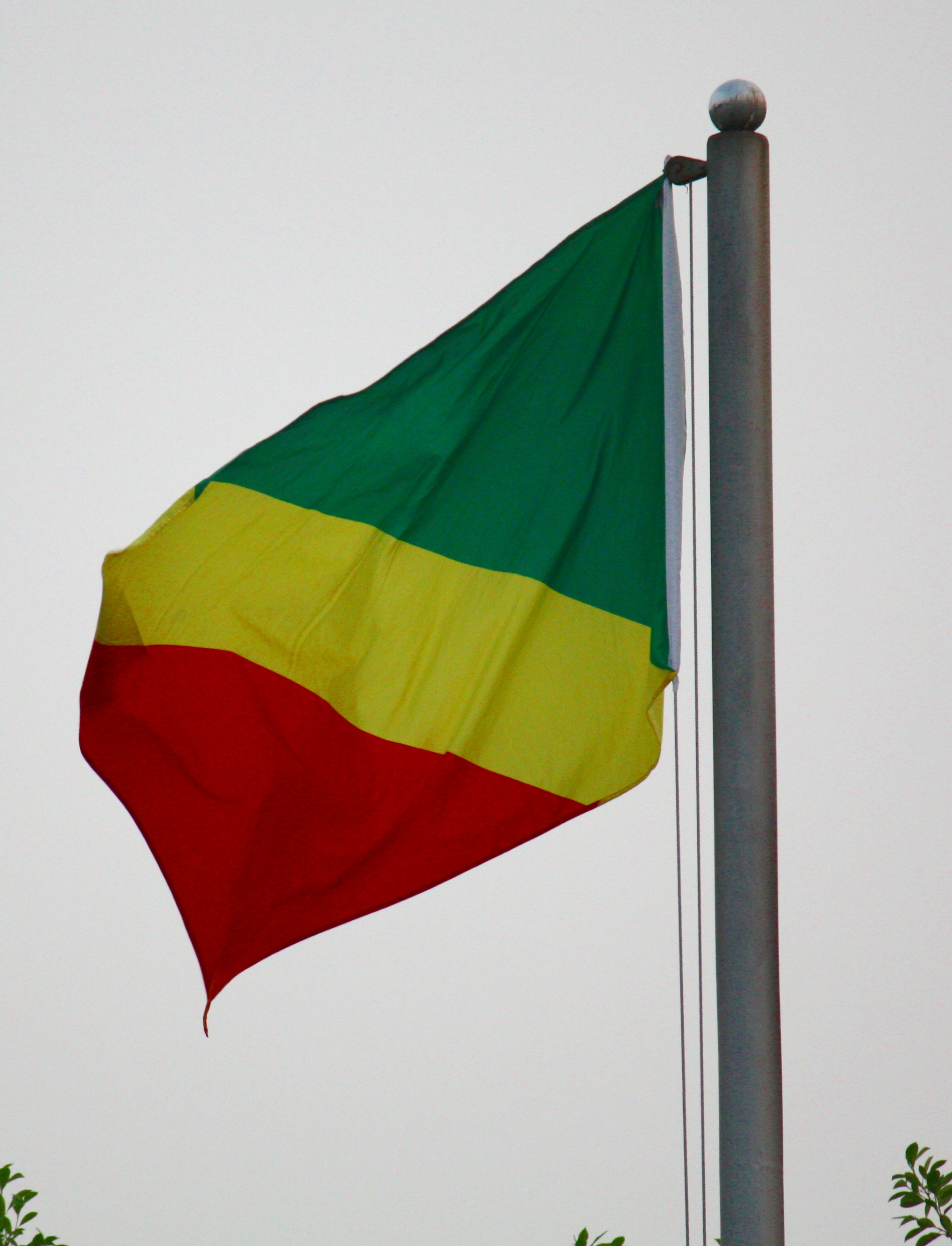
Wehende Nationalflagge

Die Nationalflagge ist in den panafrikanischen Farben gehalten:
- Rot steht für den Freiheitskampf
- Gelb symbolisiert die natürlichen Reichtümer der Natur
- Grün steht für die Natur des Landes

## Farben
| System                      | Grün      | Gelb      | Rot       |
| --------------------------- | --------- | --------- | --------- |
| RGB                         | 0-189-102 | 238-238-0 | 238-44-44 |
| Hexadezimale Farbdefinition | #00BD66   | #EEEE00   | #EE2C2C   |

## Historische Flagge
Im Jahre 1968 wurde Major Marien Ngouabi neuer Präsident. Er wandelte den Kongo 1969 in eine Volksrepublik um und lehnte sich politisch an die Sowjetunion an. Mit deren Zerfall 1991 wurde der Kongo wieder eine Republik und man änderte die Flagge wieder zu der von 1959.
Die Flagge wurde 1970 eingeführt und ist stark an die Flagge der Sowjetunion angelehnt. 
- Rot und der fünfzackige Stern stehen für den Sozialismus.
- Der Hammer symbolisiert die Arbeiterklasse und die Hacke die Bauern, gekreuzt sollen sie deren Vereinigung darstellen, da von ihnen der Wohlstand des Landes abhängt.
- Die Zweige symbolisieren die Natur des Landes und den Frieden.

Die in der Flagge vorkommenden Farben Rot, Gelb und Grün stehen zudem noch für die panafrikanischen Farben.

≈2:3  Flagge der Volksrepublik Kongo 1970–1991
Hammer und Hacke